# Ubora Towers
Ubora Towers zijn twee wolkenkrabbers in Dubai, Verenigde Arabische Emiraten. Het gebouw bestaat uit twee, door Aedas ontworpen, torens. De hoogste hiervan is 256 meter en telt 56 verdiepingen, de lagere toren telt 20 verdiepingen. Van deze twee torens zal de hoogste als kantoor gebruikt worden, en de lagere als woning.